# کی ونشلاگ
کی ونشلاگ (انگلیسی: Kay Wenschlag؛ زادهٔ ۲۵ فوریهٔ ۱۹۷۰) بازیکن فوتبال اهل آلمان است.
از باشگاه‌هایی که در آن بازی کرده‌است می‌توان به باشگاه فوتبال هولشتاین کیل، باشگاه فوتبال لوکوموتیو لایپزیگ، باشگاه فوتبال هانزا روستوک، باشگاه فوتبال انرژی کوتبوس، باشگاه ورزشی وردر برمن، و باشگاه فوتبال اسنابروک اشاره کرد.